# Dienné
|  | No s'ha de confondre amb Djenné o Dienne. |

Dienné és un municipi francès situat al departament de la Viena i a la regió de la Nova Aquitània. L'any 2007 tenia 485 habitants.

## Demografia

### Població
El 2007 la població de fet de Dienné era de 485 persones. Hi havia 181 famílies de les quals 36 eren unipersonals (20 homes vivint sols i 16 dones vivint soles), 51 parelles sense fills, 82 parelles amb fills i 12 famílies monoparentals amb fills.
La població ha evolucionat segons el següent gràfic:
Habitants censats

### Habitatges
El 2007 hi havia 203 habitatges, 182 eren l'habitatge principal de la família, 9 eren segones residències i 12 estaven desocupats. Tots els 202 habitatges eren cases. Dels 182 habitatges principals, 144 estaven ocupats pels seus propietaris, 35 estaven llogats i ocupats pels llogaters i 2 estaven cedits a títol gratuït; 1 tenia una cambra, 5 en tenien dues, 19 en tenien tres, 49 en tenien quatre i 108 en tenien cinc o més. 146 habitatges disposaven pel capbaix d'una plaça de pàrquing. A 77 habitatges hi havia un automòbil i a 100 n'hi havia dos o més.

### Piràmide de població
La piràmide de població per edats i sexe el 2009 era:
| Homes | Edats   | Dones |
| ----- | ------- | ----- |
| 0     | 95 o +  | 0     |
| 4     | 90 a 94 | 0     |
| 4     | 85 a 89 | 8     |
| 0     | 80 a 84 | 8     |
| 8     | 75 a 79 | 0     |
| 8     | 70 a 74 | 8     |
| 8     | 65 a 69 | 8     |
| 8     | 60 a 64 | 4     |
| 4     | 55 a 59 | 8     |
| 16    | 50 a 54 | 8     |
| 16    | 45 a 49 | 16    |
| 12    | 40 a 44 | 20    |
| 20    | 35 a 39 | 20    |
| 16    | 30 a 34 | 8     |
| 12    | 25 a 29 | 12    |
| 0     | 20 a 24 | 8     |
| 4     | 15 a 19 | 28    |
| 4     | 10 a 14 | 16    |
| 20    | 5 a 9   | 12    |
| 8     | 0 a 4   | 24    |

## Economia
El 2007 la població en edat de treballar era de 324 persones, 260 eren actives i 64 eren inactives. De les 260 persones actives 250 estaven ocupades (137 homes i 113 dones) i 10 estaven aturades (4 homes i 6 dones). De les 64 persones inactives 18 estaven jubilades, 27 estaven estudiant i 19 estaven classificades com a «altres inactius».

### Ingressos
El 2009 a Dienné hi havia 185 unitats fiscals que integraven 500,5 persones, la mediana anual d'ingressos fiscals per persona era de 17.746 €.

### Activitats econòmiques
Dels 13 establiments que hi havia el 2007, 1 era d'una empresa de fabricació d'altres productes industrials, 3 d'empreses de construcció, 1 d'una empresa de comerç i reparació d'automòbils, 1 d'una empresa de transport, 2 d'empreses d'hostatgeria i restauració, 1 d'una empresa de serveis, 1 d'una entitat de l'administració pública i 3 d'empreses classificades com a «altres activitats de serveis».
Dels 7 establiments de servei als particulars que hi havia el 2009, 1 era un taller de reparació d'automòbils i de material agrícola, 1 paleta, 2 lampisteries, 1 perruqueria i 2 restaurants.
L'any 2000 a Dienné hi havia 16 explotacions agrícoles que ocupaven un total de 1.162 hectàrees.

## Equipaments sanitaris i escolars
El 2009 hi havia una escola elemental.

## Poblacions properes
El següent diagrama mostra les poblacions més properes.